# مؤسسة حكومية

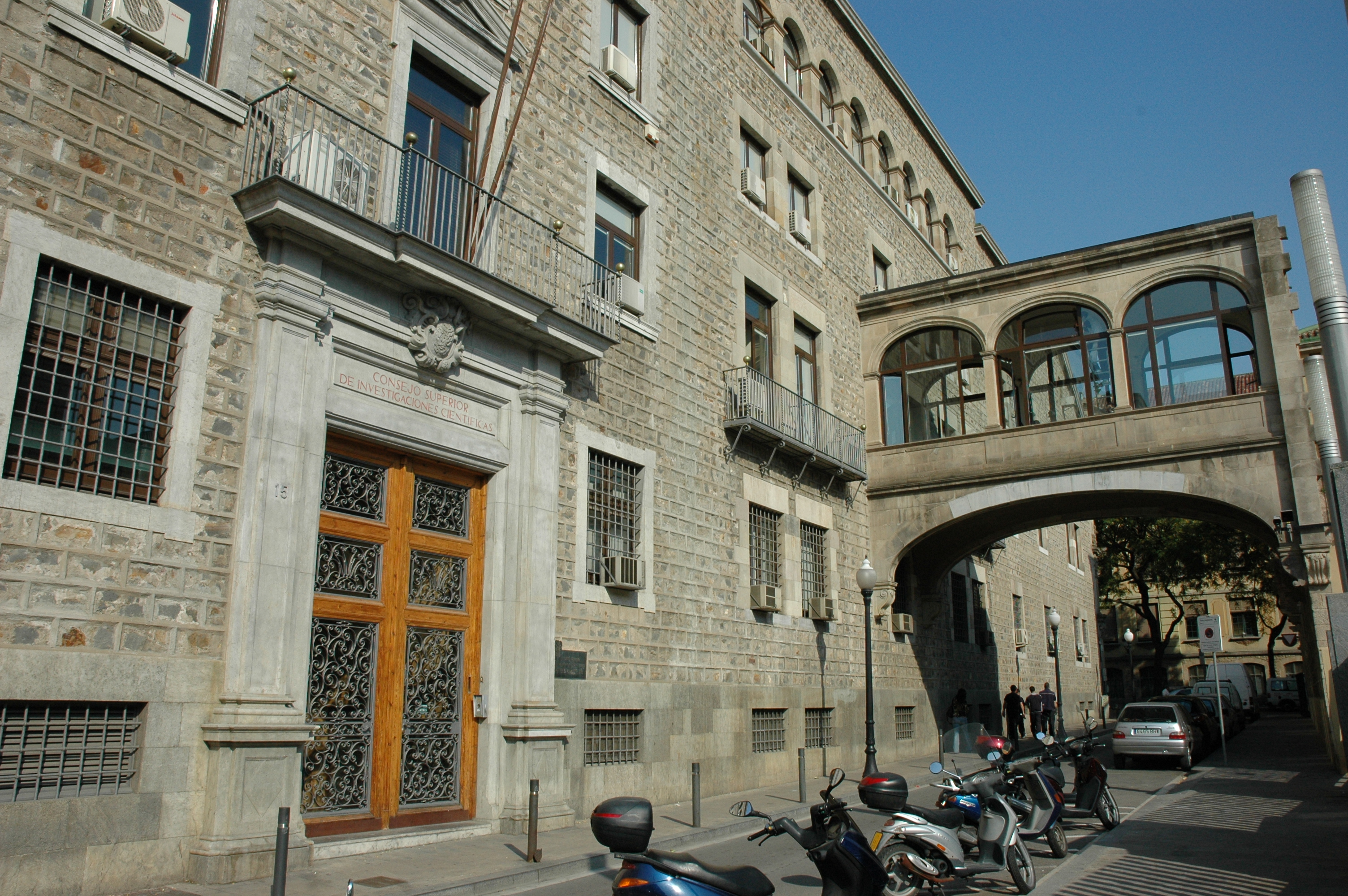

المؤسسات الحكومية هي تلك القطاعات التي تكون مملوكة للدولة إما أن تكون استثمارية ربحية أو استثمارية خيرية أو غير ذلك، وهي التي تخدم المجتمع ولا يمتلكها أفراد وتشرف عليها الدولة وتتكفل برواتب موظفيها.